# Паркинсонизм
Паркинсони́зм — неврологический синдром, который характеризуется рядом симптомов: тремором, мышечной ригидностью (устойчивое повышение мышечного тонуса, равномерное сопротивление мышц во всех фазах пассивного движения, одинаково выраженное в сгибателях и разгибателях), постуральной неустойчивостью (неспособность удерживать равновесие, трудности ходьбы, падения) и брадикинезией (замедленный темп движений, трудность начальных движений, трудность поворотов). Ядро клинической картины паркинсонизма представляет собой акинетико-ригидный синдром.

## Причины
Встречается при целом ряде заболеваний. Наиболее частой причиной является болезнь Паркинсона.
- Первичный (идиопатический) паркинсонизм (болезнь Паркинсона) встречается в большинстве случаев.
- Вторичный, симптоматический паркинсонизм:
  - лекарственный паркинсонизм
  - васкулярный — острый при инсультах в области скорлупы и чёрной субстанции; хронически-прогредиентный при подкорковой атеросклеротической энцефалопатии
  - токсический и гипоксический
  - метаболический
  - постэнцефалический
  - опухолевый и паранеопластический
  - травматический при тяжёлых черепно-мозговых травмах или частой травматизации (энцефалопатия боксёров)
- Паркинсонизм с дополнительными неврологическими или нейропсихологическими дефицитами (атипичный паркинсонизм, паркинсонизм-плюс):
  - в рамках других нейродегенеративных заболеваний:
    - прогрессирующий супрануклеарный парез взора (синдром Стила-Ричардсона-Ольшевского)
    - синдром Шая-Дрейджера, прежде всего стриато-нигриальная дегенерация
    - кортикобазальная дегенерация
    - деменция с тельцами Леви
    - при семейной кальцификации базальных ганглиев
    - при спиноцеребеллярной атаксии
    - синдром гемиатрофии-гемипаркинсона

  - у молодых пациентов
    - при гепато-церебральной дистрофии (болезни Вильсона-Коновалова)
    - при болезни Галлервордена-Шпатца или других нейродегенеративных заболеваниях, связанных с отложением железа
    - паллидарная дегенерация
    - при ювенильной форме хореи Гентингтона
    - при леводопа-респонсной дистонии

## Лекарственный паркинсонизм
Лекарственный паркинсонизм является одним из самых частых форм вторичного паркинсонизма и составляет от 4 до 10 % всех случаев возникновения паркинсонических симптомов. Чаще всего он связан с применением нейролептиков, его распространённость наиболее высока среди пациентов психиатрических клиник и амбулаторных психиатрических учреждений. Именно лекарственный паркинсонизм необходимо в первую очередь исключить врачу при обследовании пациента с недавно развившимися гипокинезией, ригидностью или тремором. Главным фактором риска развития лекарственного паркинсонизма является пожилой возраст.
Нейролептические экстрапирамидные расстройства, в том числе нейролептический паркинсонизм, появились после 1952 года, когда во врачебную практику были внедрены нейролептики (антипсихотики). Впервые лекарственный паркинсонизм был описан в 1954 году — он был выявлен у больного, которого лечили нейролептиками фенотиазинового ряда и резерпином.
Факторы риска нейролептического паркинсонизма могут быть немодифицируемыми (возраст старше 60 лет, женский пол, генетическая предрасположенность) и модифицируемыми (поколение нейролептиков, высокая доза и длительность приёма нейролептика, политерапия нейролептиками, а также указание в анамнезе на экстрапирамидный синдром иной этиологии, черепно-мозговую травму, синдром приобретённого иммунодефицита, выраженные когнитивные расстройства, инсульт). Для кумулятивной оценки развития нейролептического паркинсонизма может быть использован специальный рискометр, основанный на изучении данных о его модифицируемых и немодифицируемых факторах риска.
Приблизительно в 50 % случаев лекарственный паркинсонизм возникает из-за приёма лекарственных средств, не относящихся к антипсихотикам. Это могут быть:
- антагонисты дофаминовых рецепторов (метоклопрамид, дипразин, флунаризин, циннаризин);
- средства, снижающие кругооборот дофамина в синапсах (метилдопа);
- центральные симпатолитики, которые истощают запас дофамина в нервных терминалях (резерпин, тетрабеназин);
- серотонинергические средства, тормозящие активность дофаминергических нейронов чёрной субстанции (например, флуоксетин или другие СИОЗС[4]);
- вальпроаты[11][12].

Исследователями отмечались отдельные случаи паркинсонизма, связанные с приёмом α-интерферона, амоксапина, амлодипина, амиодарона, амфотерицина В, диазепама, дилтиазема, дисульфирама, дифенина, индометацина, каптоприла, клопамида, ловастатина, тразодона, фенелзина, циклоспорина, циметидина, цитозин-арабинозида, высоких доз морфина, а также после введения контрастирующих средств. Механизм развития экстрапирамидных нарушений в этих случаях остаётся неизвестным. Возможно усиление паркинсонизма при приёме холиномиметиков, в том числе пиридостигмина, донепезила.
Сообщалось и о случаях возникновения паркинсонизма при приёме трициклических антидепрессантов и препаратов лития, но анализ этих публикаций показывает, что речь в них идёт не столько о паркинсонизме как таковом, сколько о треморе постурального или постурально-кинетического характера, иногда довольно грубом и сопровождающемся феноменом «зубчатого колеса».

## Атипичный паркинсонизм
Общим признаком заболеваний с атипичным паркинсонизмом является быстрое течение, неполный или кратковременный эффект от лечения леводопой, клинические признаки, нетипичные для болезни Паркинсона — по крайней мере, в её ранней стадии: например, постуральные нарушения, автономные дисфункции, отчётливое аксональное доминирование гипокинетически-ригидного синдрома (не на конечностях, а на теле), пирамидные знаки, миоклонии, мозжечковые симптомы, нарушения окуломоторики и когнитивных функций — прежде всего лобных. Эти заболевания возникают, как правило, спорадически. К наследственным формам относятся некоторые формы спиноцеребеллярных атаксий и фронтотемпоральных деменций, болезнь Вильсона-Коновалова, а также ювенильная форма болезни Хантингтона. Диагностика атипичных форм паркинсонизма важна для планирования, так как здесь возникают особые проблемы, требующие специального лечения. Кроме того, знание атипичных форм паркинсонизма поможет избежать неэффективного или даже рискованного лечения. Например, пациенты с прогрессирующим супрануклеарным парезом взора или мультисистемной атрофией не реагируют на глубокую стимуляцию мозга.

## Диагностика
Используются следующие методы диагностики:
- ПЭТ. Препараты: флюородопа.
- ОФЭКТ (DaTSCAN[англ.]). Препараты: йофлупан.